# Psychotria saltiensis
Psychotria saltiensis är en måreväxtart som först beskrevs av Spencer Le Marchant Moore, och fick sitt nu gällande namn av André Guillaumin. Psychotria saltiensis ingår i släktet Psychotria och familjen måreväxter. Inga underarter finns listade i Catalogue of Life.